# Eilema vicinula
Eilema vicinula là một loài bướm đêm thuộc phân họ Arctiinae, họ Erebidae.